# Saint Jérôme dans le désert (Le Pérugin)
Pour les articles homonymes, voir Saint Jérôme dans le désert.
Saint Jérôme dans le désert – ou en italien San Girolamo penitente nel deserto – est un tableau réalisé par le peintre italien Le Pérugin en 1498-1502. Cette huile sur panneau de bois représente Jérôme de Stridon en pénitence dans le désert face à un crucifix derrière lequel passe le lion qui lui sert d'attribut. L'œuvre est conservée au musée des Beaux-Arts de Caen, en France, une autre version existant au musée d'Histoire de l'art de Vienne, en Autriche.

## Galerie

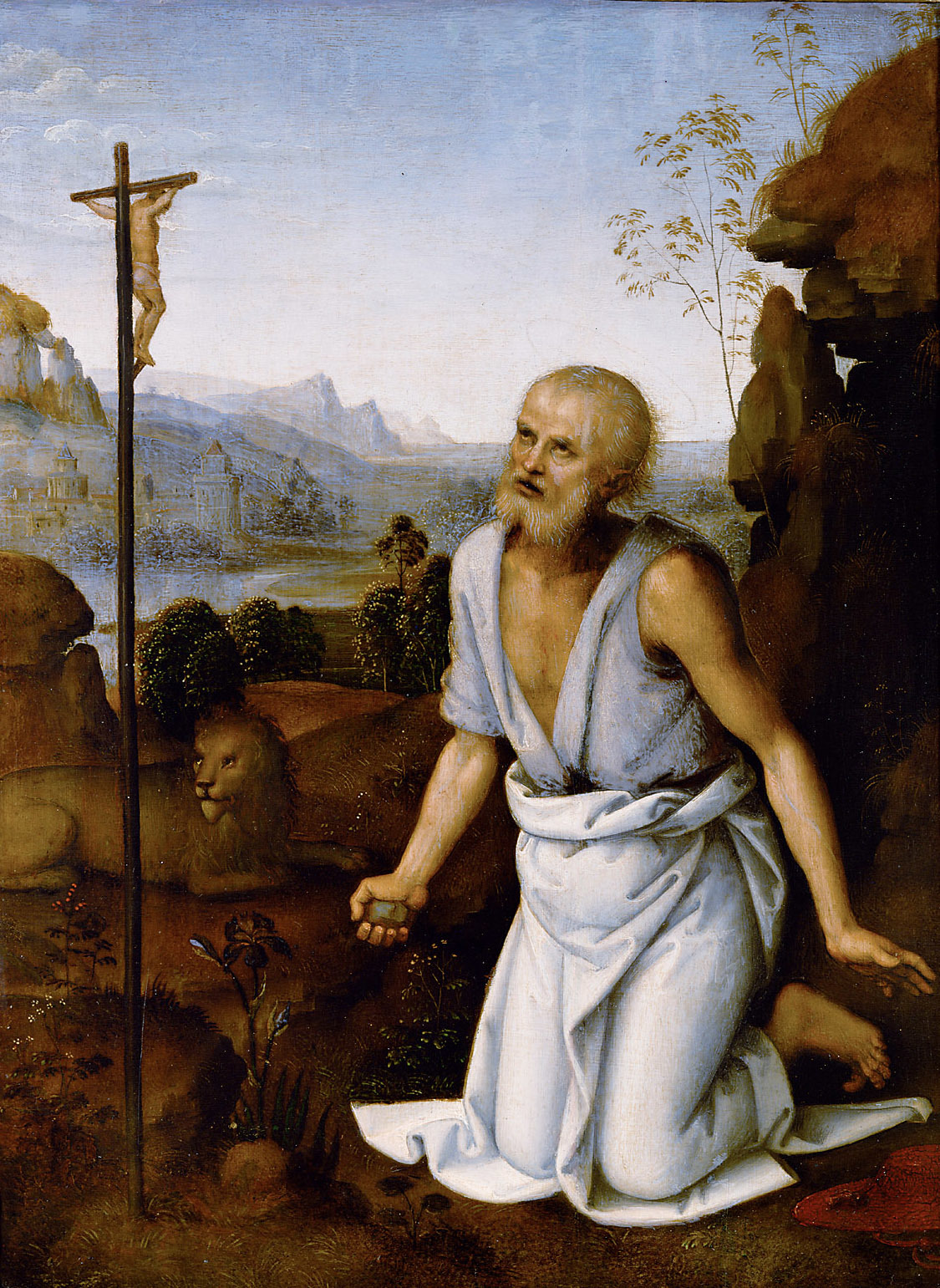
Version du musée d'Histoire de l'art de Vienne.